# Куангбінь
Куангбінь (в'єт. Quảng Bình, трансліт. 廣平) — провінція, розташована на півночі центрального регіону В'єтнаму (Соціалістичної Республіки В'єтнам). На території провінції розташований Національний парк Хонг-Нха-Ке-Бан за 40 км від Донгхоя.
На заході провінція Куангбінь межує з Лаосом, зі сходу омивається Південно-Китайським морем. Площа — 8051,8 кв.км. Чисельність населення — 844 893 жителя (2009, перепис), серед них 824 466 осіб (97,58 %) — це етнічні в'єтнамці. Найбільшими національними меншинами є бру-ванк'єу — 14 631 особа (1,73 % населення) і тьїт — 5 095 осіб (0,60 %). При цьому не враховано народність нгуон чисельністю близько 25 тисяч осіб, щодо приналежності до якої у В'єтнамі нема єдиної думки.
Середня річна температура 24 °C. Дощовий сезон триває з серпня по листопад.

## Адміністративний поділ
Провінція включає 6 повітів і місто Донгхой:
- Бочай (Bố Trạch)
- Летхуй (Lệ Thủy)
- Міньхоа (Minh Hóa)
- Куангнінь (Quảng Ninh)
- Куангчать (Quảng Trạch)
- Туенхоа (Tuyên Hóa)

## Особистості
У провінції Куангбінь народився і жив видатний в'єтнамський генерал Во Нгуен Зіап.